# Jacques Borel (Fußballspieler)
Jacques Borel (* 21. November 1959 in Carpentras; † 1. Juli 1980) war ein französischer Fußballspieler.

## Karriere

### Hoffnungsvoller Karrierestart bei Saint-Étienne (1976–1980)
Borel wuchs im südfranzösischen Carpentras nahe Avignon auf, begann dort mit dem Fußballspielen und fiel als Jugendlicher den Talentscouts des Profiklubs AS Saint-Étienne auf. 1976 wechselte der 171 Zentimeter große Mittelfeldspieler in dessen Nachwuchsleistungszentrum und erreichte kurz darauf die Aufnahme in die drittklassig spielende Reservemannschaft. Er erkämpfte sich schnell einen Stammplatz und war somit Teil eines Teams, das 1977 Drittligameister wurde. Zu Beginn der darauffolgenden Spielzeit erhielt er das Vertrauen des Trainers Robert Herbin und kam am 30. August 1977 bei einem 1:1-Unentschieden gegen die US Valenciennes-Anzin im Alter von 17 Jahren zu seinem Erstligadebüt, wobei er direkt der Startelf angehörte.
Im Anschluss an sein Profidebüt kehrte er in die zweite Mannschaft zurück, wurde jedoch zu gelegentlichen Einsätzen wieder ins Erstligateam berufen. Zu Beginn der Spielzeit 1978/79 rückte er fest in die erste Mannschaft auf und nahm in dieser eine Rolle als Ergänzungsspieler ein, als welcher er in der Regel nur durch Einwechselungen zu Spielpraxis kam. Am 19. September 1979 ersetzte er bei einer 1:2-Auswärtsniederlage gegen Widzew Łódź zur Halbzeit Gérard Farison und erreichte damit sein Debüt im UEFA-Cup. Seine letzte Erstligabegegnung bestritt er im November desselben Jahres bei einem 4:2-Sieg gegen den OGC Nizza und in der nachfolgenden Zeit musste er sich mit einer Zugehörigkeit zur Reserveelf begnügen, mit der er 1980 erneut Drittligameister wurde. Insgesamt lief Borel 22 Mal in der höchsten nationalen Spielklasse auf und blieb dabei ohne Torerfolg.

### Plötzlicher Tod (1980)
Am 1. Juli 1980 verstarb Borel im Alter von nur 20 Jahren an den Folgen eines schweren Autounfalls. Später wurde zu seinen Ehren ein Platz in Saint-Étienne Place Jacques Borel genannt.